# Geschiedenis van Zweden
Dit artikel beschrijft de geschiedenis van Zweden.

## Voorhistorie

Boerderijen en vaste nederzettingen in Zweden gedurende het Paleolithicum (10.000-4.100 v.Chr.)

Lange tijd, tot in het Pleistoceen, werd het land bedekt door een zeer dikke ijskap. Deze schuurde over het landschap en hierdoor zijn er geen onbetwiste vondsten uit het Vroeg- of Midden-Paleolithicum. Rond 14.000 v.Chr. begon de ijskap te smelten in de zuidelijkste gedeelten van het land. Rond ongeveer 12.000 v.Chr. vestigden de eerste laatpaleolithische volksstammen van rendierjagers uit de Brommecultuur zich in deze zuidelijke gedeelten. Men noemt dit tijdperk het Allerød-interstadiaal. Kort voor het einde van het Jonge Dryas (circa 9600 v.Chr.) vestigden zich aan de westkust van Zweden (Bohuslän) westelijke jagers-verzamelaars uit het noorden van het huidige Duitsland. Deze groep wordt meestal aangeduid als de Ahrensburgcultuur. Zij waren in hoofdzaak vissers en gingen op zeehondenvangst langs de kust van het westen van Zweden. Tegenwoordig wordt deze groep aangeduid als de Fosna-Hensbackacultuur.
Naarmate de ijskap zich verder terugtrok, trokken er ook mensen naar het noordoosten. Archeologisch, taalkundig en genetisch bewijs suggereert dat oostelijke jagers-verzamelaars  vanuit het noorden langs de Noorse kust trokken, en zich vermengde met de al aanwezige westelijke jagers-verzamelaars. De zo ontstane Scandinavische jagers-verzamelaars verspreidden zich verder over Zweden.
Een belangrijk gevolg van het einde van de ijstijd was een voortdurende opwaartse druk op het land naarmate de aardkorst zich herstelde van de druk die was uitgeoefend door het ijs. Dit proces, dat aanvankelijk zeer snel ging, duurt tot op heden voort. Het heeft tot gevolg dat plaatsen die oorspronkelijk langs een groot deel van de kust van Zweden lagen, chronologisch kunnen worden geordend aan de hand van hun elevatie. Rond de hoofdstad van het land bijvoorbeeld, bevinden de vroegste sites van jagers op zeehonden zich nu op bergtoppen in het binnenland. Hun aantal neemt toe als men zich bergaf beweegt in de richting van de zee.
De laatpaleolithische cultuur maakte plaats voor de eerste fase van het Mesolithicum rond 9600 v.Chr. Dit tijdperk, onderverdeeld in de Maglemosecultuur, gevolgd door Kongemosecultuur en de Ertebøllecultuur, wordt gekenmerkt door kleine groepen van jagers-verzamelaars-vissers die microlieten (stenen werktuigen gemaakt van vuursteen dat minder dan 3 centimeter lang is en minder dan 1 centimeter breed) gebruikten. Waar vuursteen niet direct beschikbaar was, werd kwarts en leisteen gebruikt. In de laat-Ertebøllecultuur verschenen er semi-permanente vissersnederzettingen, gekenmerkt door typisch aardewerk en grote begraafplaatsen.
Tijdens het Neolithicum (4000-1700 v.Chr.) kwamen er rond 4000 v.Chr. opnieuw invloeden uit het continent met de Trechterbekercultuur. Dit waren landbouw en veeteelt, samen met de monumentale begraafplaatsen, gepolijst vuurstenen bijlen en versierd aardewerk. Men weet niet of dit gebeurd is door de verspreiding van kennis of door massale migratie. In een tijdspanne van twee eeuwen werd heel Denemarken en het zuidelijk deel van Zweden ondergedompeld in deze neolithische cultuur. Een groot deel van het gebied raakte bezaaid met hunebedden. De boeren konden koeien fokken en beschikten zodoende het hele jaar door over melk.
De volkeren in het noorden van het land behielden echter nog tot het 1e millennium voor Christus een mesolithische levensstijl. Volkeren in het zuidoosten van Zweden gingen na slechts een paar eeuwen al over van de neolithische cultuur naar een economie van jacht en visserij. Dit noemt men de Pitted-warecultuur. Uit deze cultuur komen de mooiste bewerkte vuurstenen in de Scandinavische prehistorie en de laatste hunebedden.

## Bronzen tijdperk (1700 - 500 v.Chr.)
Meer dan tweeduizend jaar geleden trokken de eerste Germanen vanuit het zuiden het land binnen. De voorouders van de Zweden vestigden zich voornamelijk aan de oostkust van Zweden, de zuidwestkust van Finland en op de eilanden Öland, Gotland en Åland.
Eeuwenlang woonden in het huidige Zweden verschillende Germaanse stammen; de Svear uit Svealand en de Gauten uit Götaland waren de belangrijkste. In het noorden leefden de Saami een teruggetrokken bestaan.
Het zuidelijke deel van Zweden maakte deel uit van de Noordse bronstijd met veefokkers en boeren. Deze periode begon circa 1700 v.Chr. met de invoer van brons, eerst uit Ierland en daarna in toenemende mate uit Midden-Europa. Lokaal werd nooit naar koper gezocht tijdens deze periode, en Scandinavië bezit geen tinertsen. Derhalve moest alle metaal worden ingevoerd. Dit werd grotendeels bewerkt in lokale ontwerpen. Dit resulteerde in rijk bewerkte wapens en versieringen voor de hoofdmannen. Toch bleef het gebruik van metaal beperkt, tot men, rond 500 v.Chr., zelf ijzererts begon te ontginnen uit de bodem van meren en moerassen – al wist men in eerste instantie nog niet hoe dit erts bewerkt moest worden. IJzer werd bijna uitsluitend gebruikt voor gereedschap om bronzen voorwerpen te maken.
In deze Scandinavische Bronstijd bestonden er nog geen echte steden. De mensen leefden in gehuchten en boerderijen in houten langhuizen zonder verdiepingen. De geologische en topografische omstandigheden waren gelijk aan die van nu, maar het klimaat was milder.
Rijke individuele graven getuigen van een toegenomen sociale stratificatie in de Vroege Bronstijd. Een verband tussen de hoeveelheid brons in graven en de gezondheidstoestand van de botten van de overledene toont aan dat de maatschappelijke positie werd overgeërfd. Wapens met sporen van strijd tonen aan dat dit een oorlogszuchtige periode was. De elite bekwam zijn positie meest waarschijnlijk door controle op de handel. Overvloedige rotstekeningen (zoals bij Aspeberget nabij Tanum) tonen soms een hele vloot lange roeiboten. Deze beelden lijken te zinspelen zowel op handel als op mythologische concepten. Gebieden met rijke bronzen vondsten en gebieden met een rijke rotskunst komen afzonderlijk voor, wat wijst dat rotskunst een betaalbaar alternatief kon opleveren voor bronzen voorwerpen.

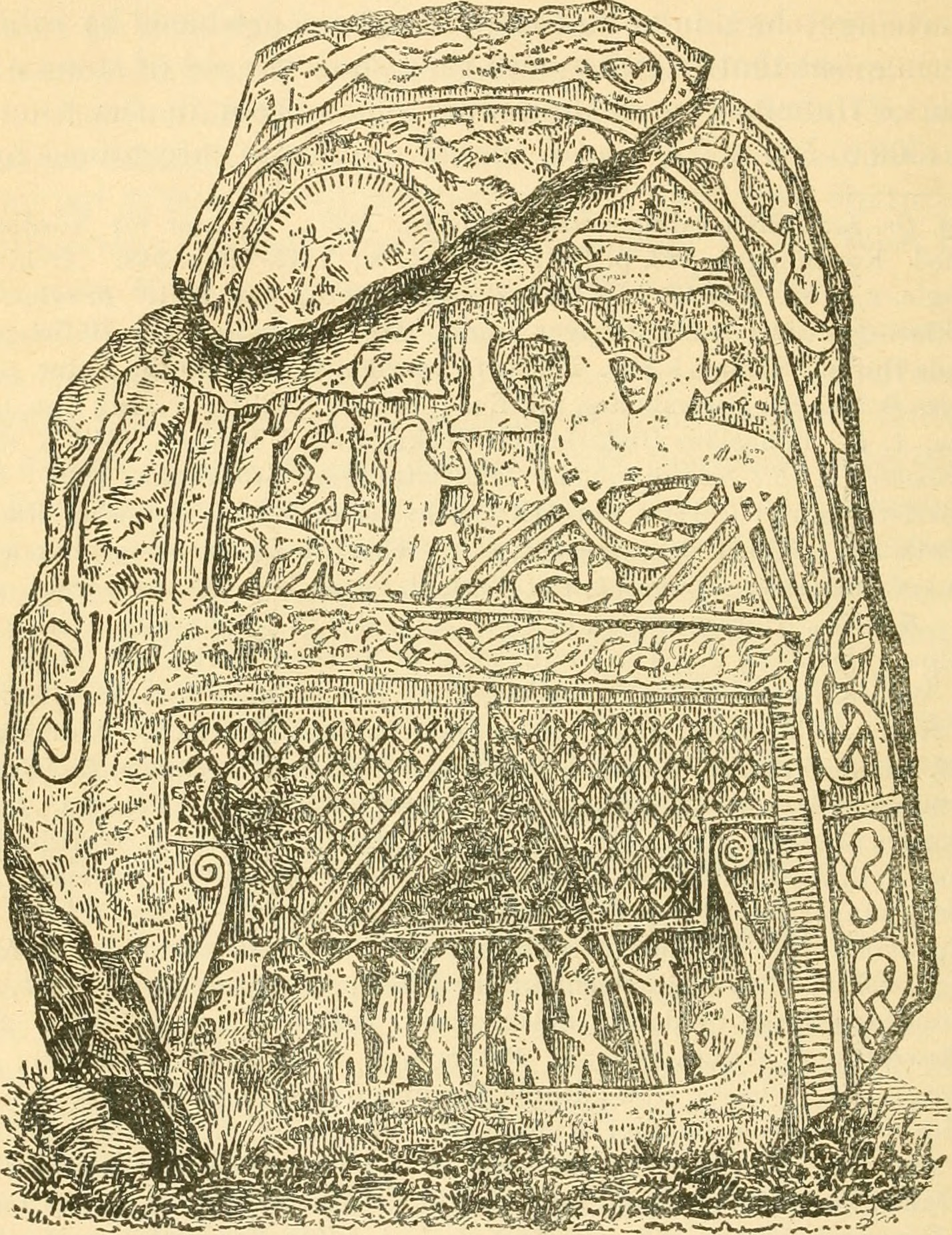
Rotstekening uit het Bronzen Tijdperk (circa 1100 v.Chr.) met mythologische elementen en de voorstelling van een boot

Religie in het Bronzen Tijdperk, zoals afgebeeld in rotskunst, richtte zich in hoofdzaak op de zon, op vruchtbaarheid en het openbaar ritueel. Offergaves in moerasgebieden schijnen een belangrijke rol te hebben gespeeld. In de periode na ongeveer 1100 v.Chr. traden er vele veranderingen op. Zo werd crematie vervangen door begraving en werden in plaats van waardevolle voorwerpen meer wapens bij het lichaam gevoegd.

## IJzertijd (500 v.Chr. - 1100 n.Chr.)

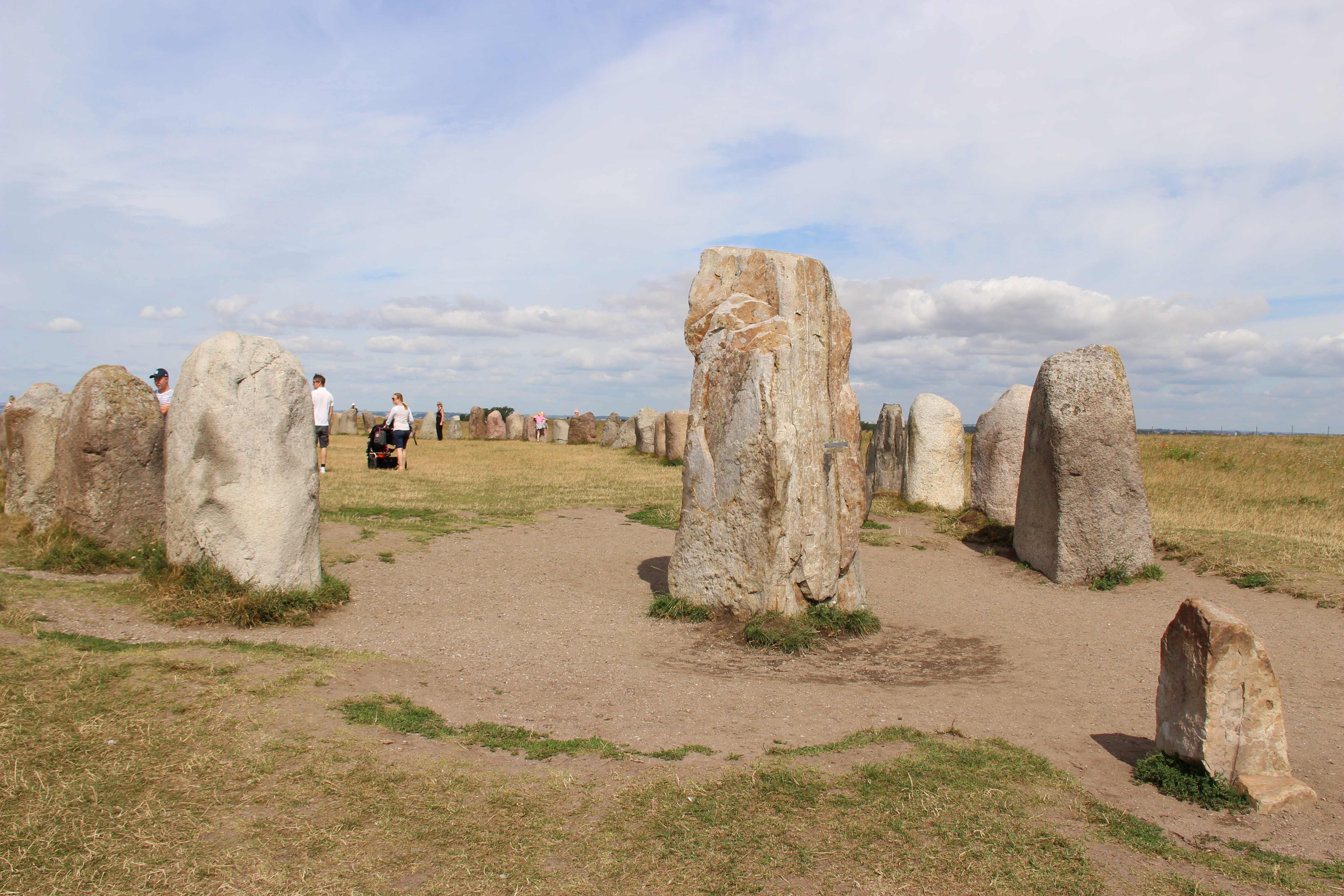
De "Ale-stenen", een megalithisch monument (circa 1400 v.Chr.) dat een stenen schip voorstelt

Zweden kende geen Romeinse bezetting. Hierdoor wordt de IJzertijd in Zweden gerekend tot aan de invoering van kloosterorden en stenen architectuur rond 1100 AD. Een groot deel van de periode is proto-historisch. Dat wil zeggen: er bestaan geschreven bronnen, maar de meesten gebruiken hun bronnen met weinig kritiek. De stukjes nog bestaande teksten stammen ofwel uit een veel latere periode, of werden geschreven in verafgelegen gebieden. Er bestaan echter ook enkele zeer korte en even oude lokale teksten.
Archeologisch onderzoek naar de periode van de vijfde tot de derde eeuw v.Chr. toont aan dat er veel landelijke nederzettingen bestonden. Ook overblijfselen van de landbouw zijn talrijk, maar ze bevatten zeer weinig artefacten. Dit is voornamelijk te wijten aan een uiterst sober begrafenisritueel. Weinig mensen kregen een formele begrafenis en zij die er wel een kregen, ontvingen weinig of geen grafgiften. Enige maatschappelijke gelaagdheid is niet terug te vinden. De invoer van brons was bijna volledig gestopt en lokale ijzerproductie begon volop.
Het klimaat verslechterde, waardoor de boeren hun vee gedurende de winter binnenshuis moesten houden. Hierdoor konden ze mest vergaren die nu voor het eerst systematisch kon worden gebruikt voor bodembemesting. Akkers waren echter nog grotendeels niet duurzaam. Dit leidde tot de geleidelijke samensmelting van grote systemen van gezonken velden of velden afgebakend met steenhopen (cairns) waar slechts een klein gedeelte op een bepaald moment werd bebouwd.
Vanaf de tweede eeuw v.Chr. vindt men overblijfselen van crematies in urnen of ook graven met wapens aangeduid, met bovengrondse stenen. Dit luidde het begin in van monumentale begraafplaatsen, een gebruik dat ongebroken bleef bestaan tot het einde van de IJzertijd. Dergelijke begraafplaatsen zijn veruit de meest voorkomende vorm van oude monumenten in Scandinavië. De terugkeer van graven met wapens, na een onderbreking van duizend jaar, suggereert een proces van een grotere maatschappelijke gelaagdheid, vergelijkbaar met die aan het begin van de Bronstijd.

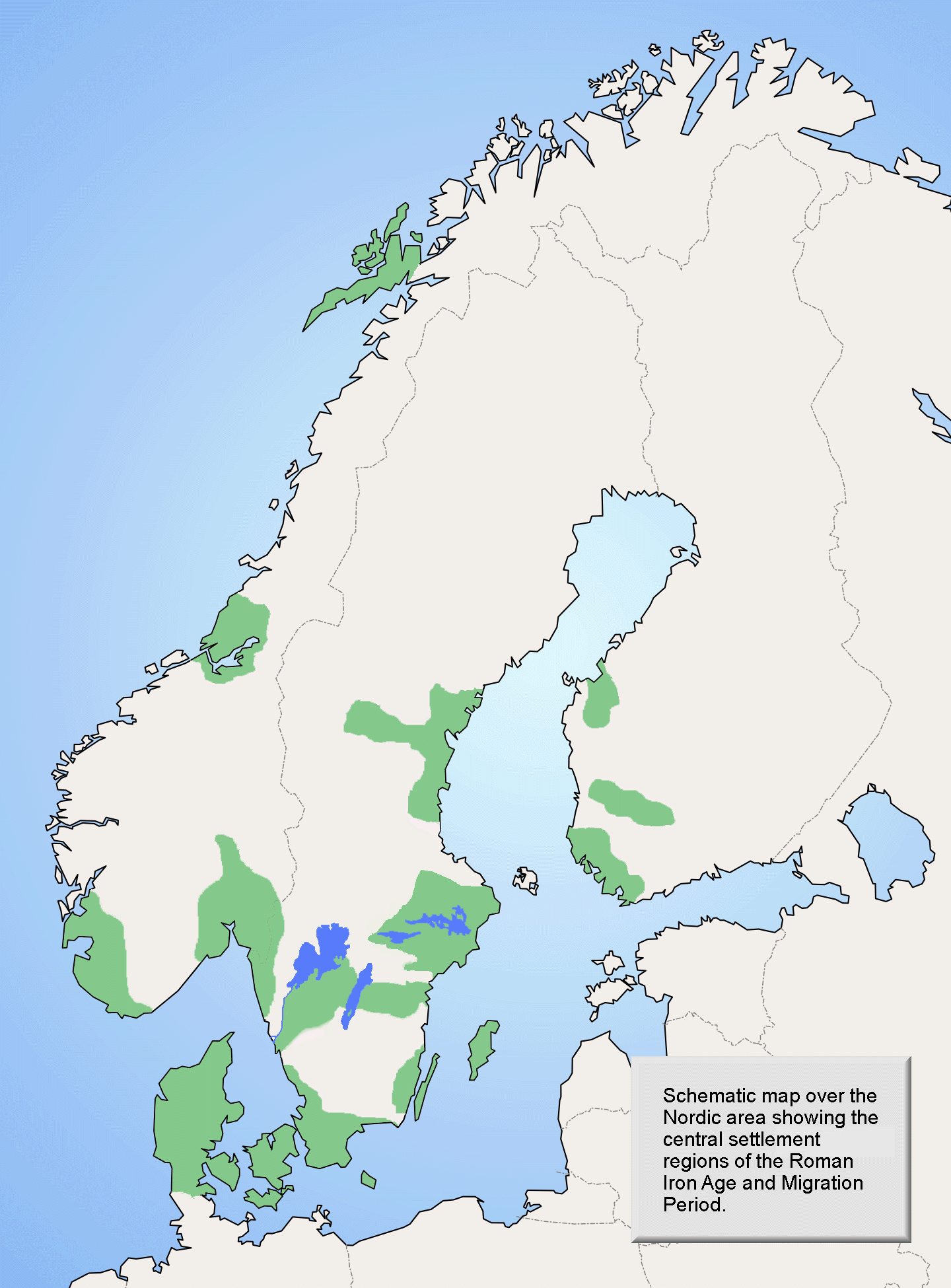
Bewoonde gebieden in Scandinavië 1e-6e eeuw.

Voor Zweden begint de proto-geschiedenis met de vermelding in het boek De origine et situ Germanorum van Publius Cornelius Tacitus in 98 AD. Of de beknopte informatie die hij rapporteert over dit verre barbaarse gebied wel gegrond is, is onzeker, maar hij vermeldt toch tribale namen die lijken te corresponderen met de Zweden (Suiones) en Sami.
Aan het einde van de 1e eeuw en het begin van de 2e eeuw vond er een belangrijke verschuiving in de materiële cultuur van Scandinavië plaats. Dit was een gevolg van intensief contact met de Romeinen. Ingevoerde goederen, nu grotendeels bronzen bekers, verschijnen in begraafplaatsen. In het begin van de 3e eeuw ziet men een korte bloeiperiode met zeer rijk uitgeruste graven, zoals op een plaatje uit Seeland.
Vanaf het begin van de 2e eeuw werd een groot deel van de landbouwgrond in het zuiden van Zweden verkaveld en afgebakend met lage stenen muren. Ze verdeelden het land in permanent gebruikte stukken bouwland en weiden voor wintervoer aan de ene kant, en bebost landgoed waar het vee werd geweid aan de andere kant van de muur. Dit principe van landschapsbeheer overleefde tot in de 19e eeuw. De Romeinse periode zag ook de eerste grootschalige uitbreiding van agrarische nederzettingen langs de Baltische kust naar het noorden.
Walburchten, eenvoudige structuren op de perifere bergtoppen ontworpen als toevluchtsoord in tijden van aanval, kwamen algemeen voor tegen het einde van de Romeinse periode. Vondsten van oorlogsbuit uit het westen van Denemarken tonen aan dat strijders van de kustgebieden van het huidige Zweden grootschalige overzeese invallen ondernamen in dat gebied maar ook soms flink werden verslagen.
Het runenschrift werd in de tweede eeuw bedacht door de Scandinavische elite uit het zuiden. Uit deze Romeinse periode is echter maar weinig overgebleven: enkele korte inscripties op artefacten, voornamelijk mannelijke namen, waaruit blijkt dat de mensen van Zuid-Scandinavië toen Oernoords spraken, een taal die het moderne Zweedse en andere Scandinavische talen voorafgaat. Deze taal werd gesproken tussen 200 en 600 of 700 AD.
Gedurende de periode der Grote Volksverhuizing in Europa (400 - 540 AD) nam de materiële welvaart in Zweden toe. Zowel de keizer van het West-Romeinse Rijk als de keizer van het Oost-Romeinse Rijk kochten aanvallen van de barbaren af met goud als losgeld. Uit deze periode dateren dan ook veel fijnbewerkte gouden sieraden en voorwerpen, getuigen van de vakkennis van Zweedse goudsmeden. Men vindt deze terug in rijke grafheuvels en graven van krijgsheren en herenboeren in Centraal-Zweden. Men vindt nog echo's terug aan deze Gouden Eeuw in alle belangrijke vroeg-Germaanse poëzie, met inbegrip van Beowulf en het Nibelungenlied.
In deze tijd ontstond ook in Scandinavië de eerste afbeeldingen van dieren in de kunst, de zogenaamde Nydam-stijl. Deze artefacten waren geïnspireerd op Romeinse ceinturen gesneden in hout die langs de randen versierd waren met leeuwen en dolfijnen. Deze stijl evoleerde vanaf 475 AD in een meer eigen stijl, de zogenaamde Stijl-I, een zeer abstracte en verfijnde stijl met eigen motieven en versieringen, die radicaal afweek van Romeinse invloeden. De val van het West-Romeinse Rijk deed zich blijkbaar ver buiten de grenzen van het Rijk voelen.
Dit was een voorspoedige periode die plots eindigde met een ernstige crisis, mogelijk veroorzaakt door de Extreme weersomstandigheden van 535-536 AD, die leidden tot wereldwijde misoogsten en hongersnoden.

## De Vikingperiode (800-1050 AD)
Tot in de 9e eeuw leefden de Scandinaviërs in kleine koninkrijken met een zwak centraal bestuur. Deze kleine koninkrijken en hun heersers zijn vooral bekend uit legendes en uit verspreide bronnen op het Europees continent. Deze rijkjes in Götaland en Svealand ontstonden door samensmelting en allianties van kleine gemeenschappen onder leiding van een hoofdman. Ze hadden elk hun eigen administratie, rechtbanken, lokale religieuze centra en heersende families. De hoogste autoriteit, die beslissingen kon nemen, was het Ding, een volksvergadering van vrije burgers. De namen van de eerste koningen van Svealand zijn niet bekend. De monnik Rembertus († 888 AD) noemt in zijn "Vita Ansgarii", zijn relaas over de eerste reis van de missionaris Ansgarius tussen de Zweden, de namen van koningen zoals Olof en Björn. De eerste koning met merkelijke macht was Erik de Overwinnaar, toen Svealand in 970 de overhand kreeg op Götaland. Erik was de vader van Olof Skötkonung, de eerste christelijke koning van Zweden.
De Scandinaviërs tekenden zich af als een afzonderlijke groep van de andere Germaanse volken. Zij hadden een gemeenschappelijke cultuur en verwante talen. Er waren ook veel onderlinge contacten en huwelijksbanden tussen de heersende families.
De plundertochten van de Vikingen, langs de kusten van Europa, begonnen rond het einde van de achtste eeuw, gedurende de heerschappij op het Europees vasteland van Karel de Grote. Daarna namen ze toe in intensiteit gedurende meer dan tweehonderd jaar. Ze stopten in 1066 met de overwinning in Hastings van Willem de Veroveraar en de verovering van Engeland door de Normandiërs.
Terwijl de Denen en Noren, soms vergezeld door Zweden uit het zuiden, hun plundertochten voornamelijk uitoefenden in West- en Zuidwest-Europa, richtten de Zweden zich voornamelijk op gebieden rond de Oostzee, Oost-Europa en Zuidoost-Europa. Het grote Russische vasteland en de vele bevaarbare rivieren boden goede vooruitzichten voor het voeren van handel (in hoofdzaak het bekomen van pelzen en slaven), soms ook afgewisseld met plunderingen. Deze routes brachten hen in contact met de Byzantijnse en islamitische Rijken. Omdat deze rijke gebieden in het Oosten goed verdedigd waren, richtten de Vikings hun activiteiten vooral op rustige handel in plaats van de typische plunderingen in West-Europa.
In de 9e eeuw ontstonden er uitgebreide Zweedse nederzettingen aan de oostzijde van de Oostzee. De Nestorkroniek (opgesteld in 1113) vertelt hoe de Varjagen aankwamen in Constantinopel en geeft een relaas van hun expedities op de Zwarte en de Kaspische Zee. De legendarische expedities door Rurik en Askold (Haskuldr) resulteerden in nederzettingen die de eerste Russische staten vormden: Novgorod en het Kievse Rijk, voorlopers van het Grootvorstendom Moskou. De Slavische stammen in Rusland waren zwak en boden weinig weerstand tegen de Vikingen, maar assimileerden ook snel hun veroveraars. Politieke betrekkingen tussen de Scandinavische stammen en het Land van de Roes namen geleidelijk af en hielden op rond 1050.
De Varangiërs werden door hun buitenlandse handelsbetrekkingen geleidelijk aan welvarender. Hun belangrijkste handelscentrum bevond zich op het eiland Björkö (ten westen van het huidige Stockholm). De stad had in zijn bloeitijd ongeveer 700 tot 1000 inwoners. Duizenden grafheuvels en graven, munten, sieraden en andere luxegoederen zijn daar gevonden. Dit eiland Birka werd verlaten rond 960. Er zijn ook nog andere locaties in Zweden, waar kostbare schatten zijn gevonden. Deze onthullen een wijdverbreide handel tussen Zweden en Oost-Europa en zelfs landen van het Verre Oosten.

## Kerstening

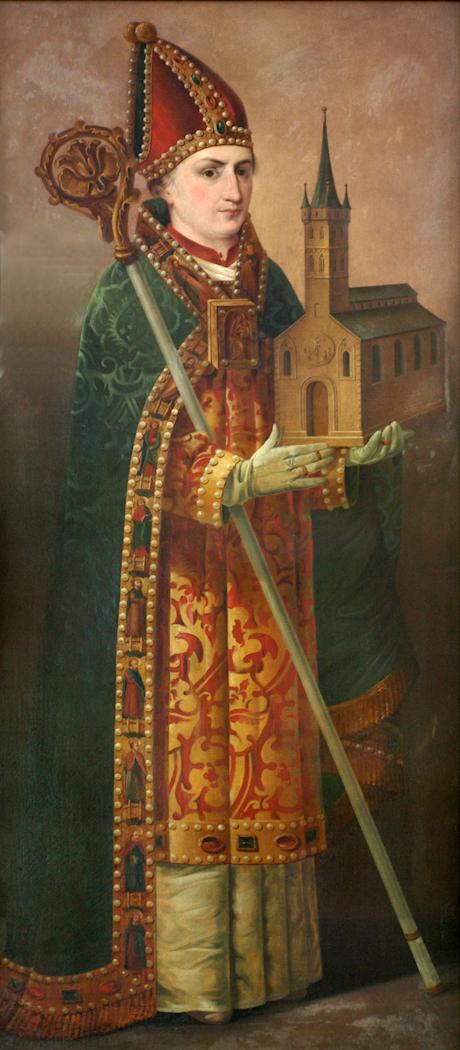
De heilige Ansgarius

Tijdens de vroege Vikingtijd waren de Zweden, net als de rest van Scandinavië, aanhangers van een religie die men bestempelt als de Noordse mythologie. Tijdens hun plundertochten kwamen ze in contact met het christendom, maar dat had geen impact op hun levensbeschouwing. Toch ziet men vanaf het einde van de 8e eeuw in sommige delen van Zweden christelijke invloeden op begraafplaatsen. Bovendien waren er al waarschijnlijk Ierse missionarisen actief in sommige delen van Zweden, zoals aangetoond door een aantal Ierse heiligen, die werden vereerd in de Middeleeuwen.
De monnik Ansgarius (801-865) begon de eerste campagne om het christendom te introduceren in Zweden. Ansgarius bracht, op verzoek van de Zweedse koning Björn at Haugi, zijn eerste bezoek aan Birka in 829. Hij kreeg toestemming om een kerk te bouwen en bleef als missionaris tot 832. Daarna keerde hij terug naar huis en werd aartsbisschop van Hamburg-Bremen. Rond 850 keerde hij terug naar het eiland Birka, waar hij zag dat de congregatie verdwenen was. Ansgarius probeerde een nieuwe congregatie op te bouwen, maar ook deze verdween weer na een paar jaar. Echter, bij archeologische opgravingen in Varnhem vond men een christelijke begraafplaats uit de late 9e eeuw. Op dezelfde plaats werd in het begin van de 11e eeuw een stenen kerk gebouwd en wat verder werd in de 12e eeuw de Varnhem-abdij opgericht.
Toen rond 1050 Emund de Oude de troon besteeg, was hij al tot het christendom bekeerd. Vanwege zijn ruzies met Adalhard, de aartsbisschop van Bremen, kreeg de Kerk van Zweden echter tot de volgende eeuw geen onafhankelijk statuut. In 1060 besteeg koning Stenkil Ragnvaldsson de troon. Het christendom was inmiddels al stevig geworteld in het grootste deel van Zweden, met de meeste aanhangers in Västergötland. De bewoners van Uppland hielden echter vast aan hun oorspronkelijke (heidense) geloof. Adalhard was erin geslaagd de afgodenbeelden in Västergötland te vernietigen, maar kon koning Stenkil niet overtuigen om de oude Tempel van Uppsala te vernietigen.
Er zijn grote hiaten in de kennis van de eerste Zweedse regeerders. Wel is bekend dat de laatste koning die de oude Noordse religie aanhing Blot-Sven was, die regeerde 1084 tot 1087.
Na de introductie van het christendom, met ook missionarissen uit Engeland en Noord-Duitsland, begon het belang van Uppsala gestaag te dalen en de koningen verbleven er niet meer. Uppsala werd in 1164 de zetel van het Zweedse aartsbisdom. Op het terrein van de oude tempel van Uppsala werd een kathedraal gebouwd. Een van de eerste koningen die er werd gekroond was Erik de Heilige (1150-1160).
Deze koning organiseerde de Kerk van Zweden naar middeleeuws model. Deze Zweedse kerk besloeg het huidige Finland en een groot deel van het huidige Zweden. Volgens een laat-13e-eeuwse legende, begon Erik met de (mogelijk mythische) Eerste Zweedse Kruistocht naar Finland samen met de al even legendarische bisschop Hendrik van Uppsala. Dit leidde tot de verovering van het land en de bouw van vele kerken aldaar. Er bestaat echter geen historisch verslag van deze vermeende kruistocht.
De eerste kerken waren houten kerken en daarna uit steen. Nu nog bestaan er honderden stenen kerken uit de 12e en 13e eeuw.
De opkomst van het christendom beëindigde effectief de Vikingtijd. Een cultuur van plunderingen en overvallen was een gruwel voor de christelijke leer. Het maakte ook een einde aan een van de belangrijkste exportproducten van Scandinavië: slaven.

## De vroege middeleeuwen
De eenwording van Zweden gedurende de 11e en de 12e eeuw was een lang proces waarin het zwak georganiseerde sociaal systeem geconsolideerd werd onder het bestuur van de koning. Het precieze begin van het Zweedse koninkrijk is niet precies bekend. Ook verschillen de historici, om verschillende redenen, van mening hoe men het begin van Zweden moet definiëren: als een land, een staat of een koninkrijk.
In tegenstelling tot de geschiedenis van Noorwegen en Denemarken is er dus geen overeenstemming over een betrouwbare datum om te kunnen spreken van een verenigd Zweden. Historici hebben verschillende meningen over de bronnen die wijzen op een Zweedse consolidatie. De vroegste geschiedenis is verweven met de Noordse mythologie. De vroege primaire bronnen zijn buitenlands; de secundaire bronnen werden op een later tijdstip geschreven.
Olof Skötkonung (circa 980–1022) was koning van Sjaeland, maar het is niet zeker of hij ook heerste over Götaland. Na Olof werden gedeelten van Zweden bestuurd door verschillende heersers. Koning Sverker I van Zweden (1134-1155) zou rond 1140 Götaland hebben doen samengaan met Svealand. De volgende eeuwen heerste er rivaliteit tussen twee koningshuizen: het Huis van Sverker in Östergötland en het Huis van Erik in Västergötland.

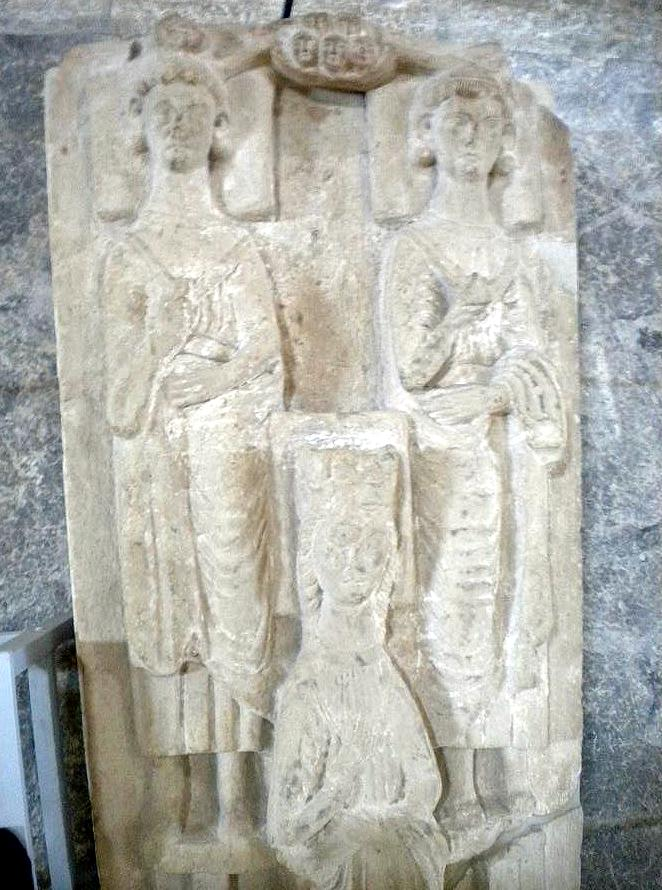
Graf van Birger Jarl, zijn tweede echtgenote Mechtildis van Holstein en zijn zoon Magnus Ladulås

Birger Jarl (circa 1200-1266), uit het Huis van Bjelbo, was de grootste middeleeuwse staatsman van Zweden en een van de belangrijkste architecten bij de vorming van de natie. Hij regeerde van 1248 tot 1266 over nagenoeg het hele land. Hij noemde zichzelf Dux Sweorum (hertog van Zweden) en zijn rangkroon had dezelfde vorm als die van continentale hertogen. Hij speelde een sleutelrol in de eenwording van Zweden. Hij wordt traditioneel erkend als de stichter van Stockholm en als de ontwerper van de nationale wetgeving. Zijn hervormingen hebben ook de weg vrijgemaakt voor de afschaffing van horigheid. Zijn zoon, Magnus Ladulås (1275-1290), eiste het koningschap op. Beide heersers hebben zich ingezet om in Zweden, door de oprichting van afzonderlijke en bijna onafhankelijke hertogdommen, een feodaal systeem te introduceren, vergelijkbaar met die van continentaal Europa. Het gevaar het rijk door verdeling te verzwakken werd afgewend, maar niet zonder gewelddadige en tragische verwikkelingen door hun tegenstanders, de Folkung Partij (de benaming Folkung werd later ook gebruikt voor de afstammelingen van hertog Birger, die leidde tot de oprichting van de koninklijke dynastie van Bjelbo). In 1319 stierf het Noorse koninklijk huis Ynglinge uit en werd de Zweedse koning ook koning van Noorwegen.
Vanaf de 13e eeuw ontstonden er verschillende sociale groepen van boeren en bosbewoners, naast de clerus, landeigenaars en edellieden. Dit werd bevorderd door Magnus Ladulås, die de privileges van de geestelijkheid uitbreidde en de Zweedse Oude Adel stichtte (Decreet van Alsnö, 1280). Deze adel werd gevormd door grootgrondbezitters die het zich konden veroorloven om een gewapende soldaat te paard te ondersteunen. Zij kregen vrijstelling van belastingen. Deze adel (“frälse”) werd later verdeeld in de leden van de Geheime Raad, de Ridders en de Schildknapen. Aan het einde van de 13e en het begin van de 14e eeuw verschenen er wetboeken per provincie. De koning en zijn Geheime Raad oefenden ook de wetgevende en rechterlijke macht uit.
De Zweedse cultuur was al meerdere eeuwen aan het uitbreiden in oostelijke richting, naar de Åland-eilanden en langs de kustgebieden van het huidige Finland. De Tweede Zweedse kruistocht, aangevoerd door Birger Jarl aan het einde van de jaren 1240 (datum onbekend), leidde tot de verovering van een groot deel van Finland. Hierna bleef Finland tot 1809 Zweeds grondgebied en werd bestuurd vanuit de stad Åbo (het huidige Turku).
In deze periode ontstond ook een klasse van vooraanstaande burgers in steden die nu charters begonnen te verwerven. Zij kwamen in contact met de handelscentra van Duitsland, verenigd in de hanzeliga. Ook de Zweedse stad Visby op het Oostzee-eiland Gotland behoorde tot de hanze. Hierlangs kon Zweden allerlei goederenimporteren en exporteren en begon er een bloeitijd in de economie, die zich verderzette in de kunst en de letteren.
De eerste unie tussen Zweden en Noorwegen vond plaats in 1319. De driejarige Magnus, zoon van de Zweedse koninklijke hertog Erik Magnusson en van de Noorse prinses Ingeborg, erfde de Noorse troon van zijn grootvader Haakon V en werd in hetzelfde jaar hij verkozen tot koning van Zweden, bij het Verdrag van Oslo. Zijn regering werd als zwak bestempeld en al voor zijn dood verloor Magnus beide rijken. Magnus had de Noorse en Zweedse adel gebruuskeerd door buiten hen om beslissingen te nemen. Deze hebben direct geleid tot de opkomst van een krachtige landadel en indirect tot het verlenen van vrijheden aan het volk. Magnus werd in 1359 gedwongen de eerste Zweedse Rijksdag bijeen te roepen. Hierin waren, samen met de adel en de geestelijken, ook vertegenwoordigers van de steden uitgenodigd. In 1363 werd Magnus afgezet als koning van Zweden en vluchtte hij naar Noorwegen. In 1365 werd hij, met hulp van Duitse hertogen en graven, vervangen door zijn neef Albrecht van Mecklenburg. Albrecht werd gedwongen om nog een stap verder te gaan dan zijn voorganger: bij zijn kroning in 1371 moest hij zweren veel van zijn bevoegdheden over te dragen aan de adel in de Regentenraad.

## Kalmarunie en zelfstandigheid

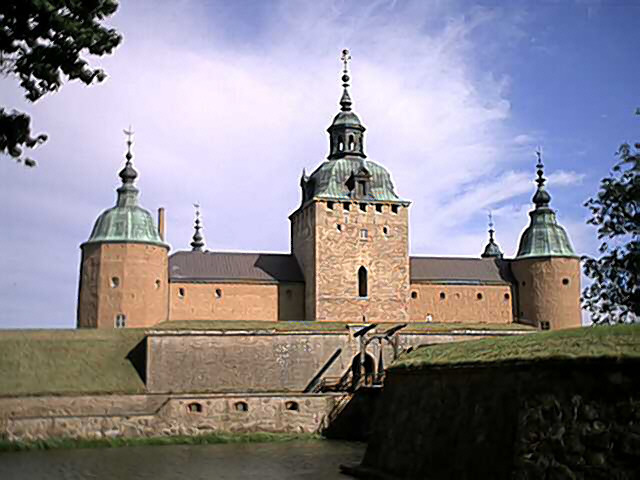
Kalmar slott

In 1388, op verzoek van de Zweden zelf, werd Albrecht verdreven door Margaretha I, koningin van Denemarken en Noorwegen. Een conventie van de vertegenwoordigers van de drie Scandinavische koninkrijken leidde in 1397 tot de Kalmarunie. Margaretha's achterneef, Erik van Pommeren, werd verkozen tot gemeenschappelijke koning, maar hij moest aanvaarden dat de vrijheden van elk van de drie rijken uitdrukkelijk werden gestipuleerd en bevestigd. De unie was een persoonlijke unie en geen politieke. Noch Margaretha, noch haar opvolgers aanvaardden echter de bepaling dat in elk van de drie koninkrijken alleen autochtonen land mochten bezitten en hoge ambten mochten bekleden. De pogingen van Denemarken (toen verreweg het sterkste lid van de unie) om haar wil op te leggen aan de zwakkere koninkrijken van de Kalmarunie leidde al vlug tot afscheiding. Erik van Pommeren voerde strijd met de Duitse prinsen en de Hanze. Dit was echter niet in het voordeel van Zweden, dat van de Hanze afhankelijk was voor haar handel in metalen. Er brak een opstand uit in het mijndistrict Bergslagen onder leiding van Engelbrekt Engelbrektsson. Engelbrektsson werd op 4 mei 1436 vermoord. Hij wordt beschouwd als een van de grote helden uit de Zweedse geschiedenis en zijn opstand wordt gezien als het begin van de bewustwording van het Zweedse volk. De adel maakte gemeenschappelijke zaak met de mijnwerkers en na bittere gevechten maakte Zweden zich in 1434 los uit de unie. 
Karl Knutsson Bonde, een lid van de Rijksdag, werd in 1438 de Zweedse regent onder de naam Karel VIII. Hij moest in 1440 aftreden ten gunste van Christoffel van Beieren, die al koning was van Denemarken en Noorwegen. Na de dood van Christoffel in 1448 ontstond echter een woelige periode, waarin Karel VIII nog tweemaal koning van Zweden werd (en ook tweemaal verdreven). In 1513 werden de drie koninkrijken herenigd onder Christiaan II van Denemarken, daar de prelaten en de hogere adel van Zweden een voorkeur hadden voor de Kalmarunie.

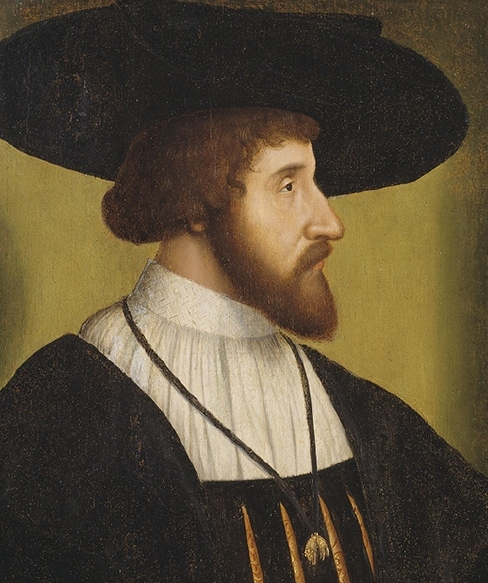
Christiaan II van Denemarken

Spoedig besefte de Zweedse regent Sten Sture de Jongere dat een confrontatie met Christiaan II onvermijdelijk was. Hij raakte in de strijd dodelijk gewond tijdens de slag bij Bogesund, op 19 januari 1520. De Deense strijdmacht trok verder naar Uppsala, waar de Zweedse Rijksdag verbleef. De raadsleden gingen akkoord om hulde te bewijzen aan Christiaan II, op voorwaarde dat hij een volledige amnestie zou verlenen voor het verleden en zou garanderen dat Zweden bestuurd zou worden volgens de Zweedse wetten. Op 31 maart 1520 stemde Christiaan II in met deze voorwaarden.Na de inname van Stockholm werd hij in de kathedraal gekroond tot erfelijke koning van Zweden (wat in strijd was met de wet). Enkele dagen daarna ging hij over tot de massale executie van Zweedse edellieden (het Stockholms bloedbad).

## Onafhankelijkheid
De Zweedse verontwaardiging over het handelen van Christiaan II was groot. Dit leidde tot de Zweedse Onafhankelijkheidsoorlog. De opstand werd geleid door Gustaaf Erikson Wasa, een verre verwante van de Sture-familie. Hij werd op 6 juni 1523 in Strängnäs door de Rijksdag tot koning van Zweden gekozen.
Gustaaf Wasa had een sterke persoonlijkheid en drukte zijn stempel op de geschiedenis van Zweden. Met een aantal maatregelen van het Västeräs Parlement in 1527 confisqueerde hij alle eigendommen van de Rooms-Katholieke Kerk ten voordele van de Kroon. Het lutheranisme werd met instemming van de koning overal verspreid. Dit leidde regelmatig tot opstanden van de aristocratie en de bevolking, maar deze werden met harde hand onderdrukt. De Zweedse Kerk werd de staatskerk. Gustaaf Wasa benoemde nu zelf de bisschoppen.
In de periode tussen 1538 en 1558 zorgde hij voor de stabilisatie van de staatsfinanciën met een eerlijker belastingssysteem. De koning moderniseerde de administratie en zorgde voor een ongekende efficiëntie.
Een oorlog met Lübeck in 1535 resulteerde in de uitwijzing van de handelaren van de Hanzestad. Zij hadden voorheen een monopolie op de buitenlandse handel van Zweden. Nu het kon werken met eigen ondernemers, nam de economische macht van Zweden snel toe. Tegen 1544 had Gustaaf Wasa de controle over 60% van de landbouwgronden in Zweden. Zweden organiseerde het eerste moderne leger in Europa, dankzij dit geavanceerde belastingstelsel en een goed functionerend overheidsapparaat. Gustaaf maakte de Zweedse kroon erfelijk binnen zijn familie en stichtte hiermee het Huis Wasa. Dit vorstenhuis zat gedurende vier generaties op de troon van Zweden (van 1523 tot 1654) en gedurende twee generaties op de troon van Polen-Litouwen (van 1587 tot 1668).
Het nog altijd met Noorwegen verenigde Denemarken kon het verlaten van de Kalmarunie door Zweden niet aanvaarden; de twee buurlanden gingen samen verder als Denemarken-Noorwegen. Denemarken verloor echter geleidelijk aan macht en Zweden veroverde Skåneland (Blekinge, Halland en Skåne).
Gustaaf Wasa werd opgevolgd door Erik XIV, Johan III en Karel IX. Alle drie hadden af te rekenen met de verwarrende relaties met hun buurlanden. Denemarken bleef samenspannen tegen Zweden. De Zweden zelf voerden regelmatig oorlog met Lübeck, Polen en Rusland. Hierbij trachtte Zweden de controle te verwerven over de buitenlandse handel van Rusland op de Oostzee. Deze werd gedeeltelijk verworven toen Estland door de Lijflandse Oorlog Zweeds grondgebied werd.
Een nieuwe poging tot een Noord-Europese unie werd ondernomen door Sigismund, de katholieke zoon van Johan III. Hij werd in 1587 koning van Polen (en grootvorst van Litouwen) en in 1592 ook van Zweden. In Zweden werd hij in 1599 afgezet wegens zijn katholicisme en zijn langdurige verblijf in Polen. Hij werd opgevolgd door zijn oom Karel, die eerst regeerde als Beschermer van het Rijk en zich pas in 1604 tot koning liet kronen. Hiermee ontstonden een Poolse en een Zweedse tak van het Huis Wasa, die echter op gespannen voet met elkaar leefden. In de laatste jaren van de regering van Karel IX vocht Zweden, dikwijls als verliezer, met Denemarken, Polen (Pools-Zweedse Oorlog (1600-1629)) en Rusland (de Ingrische Oorlog). Dit was eerst een donkere periode voor Zweden, maar hij zou uiteindelijk leiden tot een periode van Zweden als grootmacht.

## Zweedse Gouden Eeuw

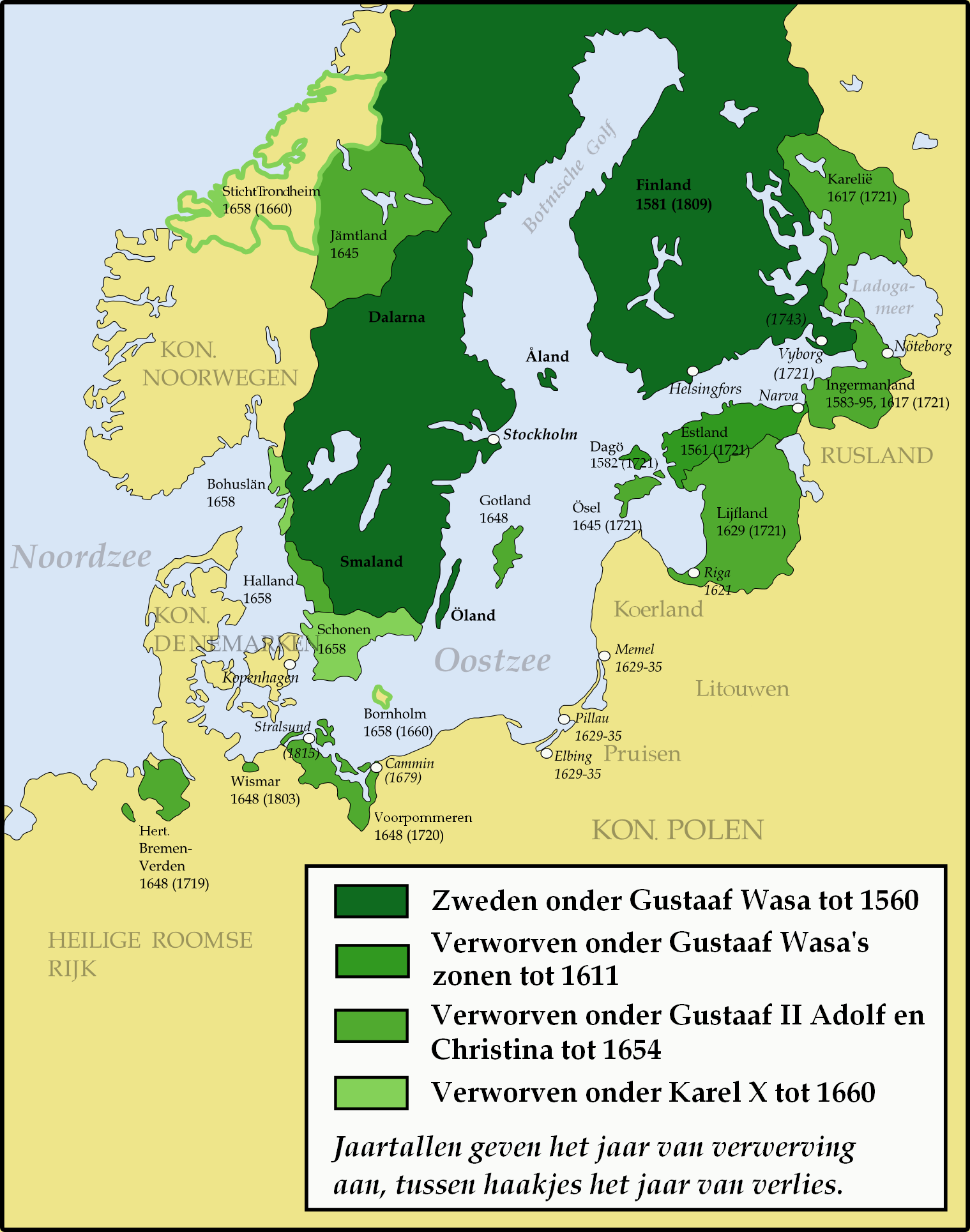
Zweden als grootmacht

Vlag van Zweden-Noorwegen

In de 17e en 18e eeuw kende Zweden zijn Gouden Eeuw en werd het grondgebied met wapengeweld uitgebreid. In die tijd was Zweden twee keer zo groot als nu en omvatte naast Finland ook grote delen van de Baltische staten en delen van het Heilige Roomse Rijk der Duitse natie, zoals grote delen van Pommeren, Wismar en Bremen-Verden. Binnen een eeuw gingen veel van deze gebieden weer verloren, meer bepaald in 1721 na de verpletterende Zweedse nederlaag in de Grote Noordse Oorlog. Finland ging in 1809 over naar de Russische tsaar.

## 19e en 20e eeuw
In 1815, aan het einde van de napoleontische oorlogen, werd Noorwegen op het Congres van Wenen aan Zweden overhandigd vanwege de Zweedse bijdrage aan de overwinning op het Eerste Franse Keizerrijk. Tegelijk strafte men daarmee Denemarken, dat Fransgezind was geweest. Zweden en Noorwegen vormden samen de Verenigde Koninkrijken van Zweden en Noorwegen (beter bekend als Zweden-Noorwegen), tot Noorwegen zich in 1905 afscheidde.
Sinds 1814 is Zweden, dankzij een politiek van strikte neutraliteit, niet meer in oorlog geweest.
In de 19e eeuw was Zweden een van de armste landen in Europa, met veel alcoholmisbruik. In deze tijd emigreerde een aanzienlijk deel van de bevolking naar de Verenigde Staten waar nu nog veel Amerikanen op Zweedse voorouders kunnen wijzen.
Door technische verbeteringen in transport werd het land in staat gesteld om natuurlijke hulpbronnen in verschillende delen van het land goed te gebruiken, met name hout uit de uitgestrekte bossen en ijzererts uit Kiruna. Dit vormde de basis voor de verzorgingsstaat zoals die zich in het begin van de 20e eeuw vormde.
Tijdens de Tweede Wereldoorlog trachtte Zweden neutraal te blijven. Buurland Noorwegen werd bezet door de nazi's, terwijl Finland tegen de Sovjet-Unie vocht in samenwerking met nazi-Duitsland. De Zweedse neutraliteit zorgde voor op het oog tegenstrijdige handelingen. Zo leverde Zweden staal en machine-onderdelen aan nazi-Duitsland, maar steunde het verzet in Noorwegen tegen de nazi's. Ook steunde Zweden de Finse oorlog tegen de Sovjet-Unie en werden Deense Joden met Zweedse hulp uit de concentratiekampen gehouden. Nazi-Duitsland mocht het Zweedse spoorwegnet gebruiken om troepen en materieel naar Finland te vervoeren voor Operatie Barbarossa. Nazi-Duitsland mocht ook communiceren via het Zweeds telegraafnetwerk, maar Zweden luisterde de berichten af en ontcijferde ze. Critici vinden dat Zweden meer had kunnen doen in de strijd tegen de nazi's.
Vanwege zijn neutraliteit was Zweden geen lid van de NAVO en moest het zijn defensie dus helemaal zelf organiseren. Hierdoor heeft Zweden een vrij grote wapenindustrie, die ook exporteert naar het buitenland, met als voornaamste product een zelf ontworpen gevechtsvliegtuig: de Saab JAS39 Gripen. Daarnaast is er een grote auto- en machine-industrie. Ook de Zweedse designmeubelen zijn bekend.
Zweden is sinds 1995 lid van de Europese Unie. Sinds 9 september 1973 is Karel XVI Gustaaf koning van Zweden.

## 21e eeuw
Op 18 mei 2022 diende Zweden een verzoek in om lid te mogen worden van de NAVO. Op de NAVO-top in Madrid van 28-30 juni werd het land, samen met Finland, verwelkomd als kandidaat-lid van de NAVO. Na lange tijd van verzet tegen het lidmaatschap door Turkije en Hongarije ging eerstgenoemde in juli 2023 akkoord met het lidmaatschap. Het land blokkeerde toetreding lange tijd omdat Zweden niet hard genoeg zou optreden tegen de PKK en Gülenbeweging. Hongarije zou ook geen bezwaren meer hebben. Finland werd eerder in 2023 al toegelaten.